# باب لمن
رابرت جی لمن (۱۹۲۲–۸ اوت ۲۰۰۶) نویسنده آمریکایی داستان علمی و داستانهای وحشت در آمریکا بود، بیشترین ارتباط با مجله فانتزی و علمی تخیلی داشت. آثار او تا ۴۵ سالگی منتشر نشده بود، اما قبل از آن عضو First Fandom شده بود.
معروف‌ترین داستان او " پنجره " است که غالباً تجدید چاپ شده‌است و نامزد دریافت جایزه سحابی بهترین داستان کوتاه سال ۱۹۸۰ شد. این داستان برای یک قسمت از فیلم دید شب(Night Vision)تنظیم شده‌است، به کارگردانی و بازیگر نقش بیل پولمن.
لمن پس از بازگشت از خدمت در اروپا، به عنوان افسر توپخانه، در جنگ جهانی دوم، از دانشگاه ایلینویز فارغ‌التحصیل شد.